# ATD6-69

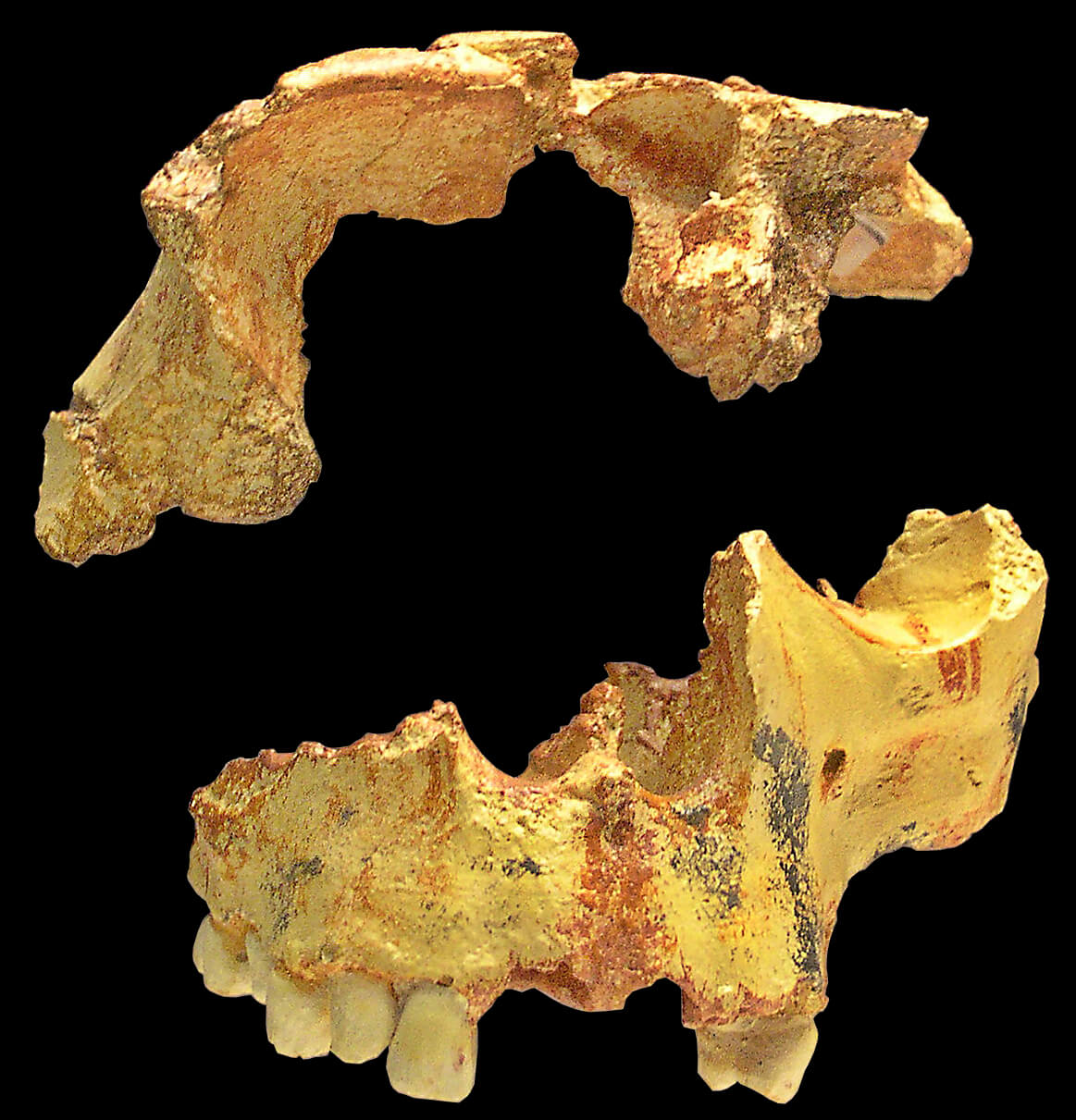
Cranio (ATD6-15) e mandibola (ATD6-69), nella ricostruzione del niño de Gran Dolina

ATD6-69 è il fossile di parte di una mandibola di un ominide della specie Homo antecessor scoperta nella caverna Gran Dolina nel sito di Sito archeologico di Atapuerca in Spagna, nel 1994 dall'archeologa spagnola Aurora Martín.
Si ritiene che i fossili, repertoriati ATD6-15 (un cranio) e ATD6-69, siano riferibile ad uno stesso giovane esemplare di ominde, noto come niño de Gran Dolina.

## Descrizione
ATD6-69 conserva diversi denti. La sua fossa canina (una depressione sotto l'orbita e sopra il canino) e il prognatismo mediofacciale sono simili a  quelli degli umani moderni.